# Фьястра
Фьястра (итал. Fiastra) — коммуна в Италии, располагается в регионе Марке, в провинции Мачерата.
Население составляет 591 человек (2008 г.), плотность населения составляет 10 чел./км². Занимает площадь 57 км². Почтовый индекс — 62033. Телефонный код — 0737.
В коммуне 25 января особо вспоминают обращение святого апостола Павла.

## Демография
Динамика населения:

## Администрация коммуны
- Официальный сайт: http://www.fiastra.sinp.net